# Машань (Цзиси)
Маша́нь (кит. упр. 麻山, пиньинь Máshān) — район городского подчинения городского округа Цзиси провинции Хэйлунцзян (КНР).

## История
Когда в начале XX века в Маньчжурии были установлены структуры гражданского управления, то эти земли оказались под юрисдикцией уезда Мулин (穆棱县).
В 1931 году Маньчжурия была оккупирована японскими войсками, а в 1932 году было образовано марионеточное государство Маньчжоу-го. В 1938 году здесь была создана деревня Куйшань (奎山村). С июня 1939 года она стала подчиняться уезду Линькоу (林口县).
В 1945 году Маньчжурия была освобождена Советской армией. В 1947 году здесь был образован район Машань. В 1956 году район был расформирован, и вместо него была создана волость Машань (麻山乡). В январе 1957 года волость Машань перешла под юрисдикцию городского округа Цзиси, став из волости городским районом.

## Административное деление
Район Машань состоит из 1 уличного комитета и 1 посёлка.
| № | Название  | Название (кит.)      | Статус          | Население чел. (2010) | На карте                         |
| - | --------- | -------------------- | --------------- | --------------------- | -------------------------------- |
| 1 | Машань    | 麻山街道办事处       | уличный комитет | 15463                 | 45°12′25″ с. ш. 130°31′45″ в. д. |
| 2 | Машаньцюй | 麻山区（镇）直辖地域 | поселок         | 14634                 | 45°12′22″ с. ш. 130°28′31″ в. д. |